# Matsumae (Hokkaidō)
Matsumae (jap. 松前町, -chō) ist eine Kleinstadt in Hokkaidō auf der gleichnamigen Hauptinsel in Japan. Sie gehört zum Landkreis Matsumae der Unterpräfektur Oshima und ist die am südlichsten gelegene Gemeinde der Insel. Mit den zur Gemeinde gehörenden Inseln enthält sie den südlichsten und westlichsten Punkt von Hokkaidō.

## Geographie
Matsumae erstreckt sich entlang der Küste der Japanischen Meers, im Süden der Matsumae-Halbinsel, die einen Teil der Oshima-Halbinsel bildet. Das Kap Shirakami, die Südspitze der Insel, liegt rund acht Kilometer südöstlich des Stadtzentrums. Etwa 15 km nördlich erhebt sich der 1072 m hohe Berg Daisengen-dake. Ebenfalls zu Matsumae gehören die im Meer gelegenen Vulkaninseln Kojima und Oshima-Ōshima, die beide unbewohnt sind.

### Klima
Das Klima in Matsumae ist das mildeste in ganz Hokkaidō. Es ist ozeanisch und von der warmen, von Süden her kommenden Tsushima-Strömung geprägt. Die effektive Klimaklassifikation lautet Cfa (Ostseitenklima).
|                        | Jan   | Feb  | Mär  | Apr  | Mai  | Jun  | Jul   | Aug   | Sep   | Okt   | Nov   | Dez   |   |         |
| Mittl. Temperatur (°C) | −0,7  | −0,4 | 2,7  | 7,8  | 12,1 | 16,3 | 20,1  | 22,7  | 19,5  | 13,9  | 7,6   | 2,0   | ⌀ | 10,4    |
| Mittl. Tagesmax. (°C)  | 1,7   | 2,0  | 5,4  | 10,9 | 15,4 | 19,7 | 23,2  | 25,9  | 22,7  | 17,0  | 10,5  | 4,7   | ⌀ | 13,3    |
| Mittl. Tagesmin. (°C)  | −3,1  | −2,8 | −0,1 | 4,7  | 8,9  | 13,2 | 17,6  | 20,0  | 16,5  | 10,8  | 4,6   | −0,6  | ⌀ | 7,5     |
|                        |       |      |      |      |      |      |       |       |       |       |       |       |   |         |
| Niederschlag (mm)      | 103,0 | 74,4 | 68,3 | 76,4 | 98,3 | 71,5 | 134,4 | 151,4 | 147,6 | 113,6 | 124,4 | 103,8 | Σ | 1.267,1 |
|                        |       |      |      |      |      |      |       |       |       |       |       |       |   |         |
| Sonnenstunden (h/d)    | 1,1   | 2,1  | 3,8  | 5,6  | 5,5  | 5,4  | 4,5   | 5,5   | 5,4   | 4,7   | 2,4   | 1,3   | ⌀ | 3,9     |

| −3,1 |

| −2,8 |

| −0,1 |

| 4,7 |

| 8,9 |

| 13,2 |

| 17,6 |

| 20,0 |

| 16,5 |

| 10,8 |

| 4,6 |

| −0,6 |

| −3,1 |

| −2,8 |

| −0,1 |

| 4,7 |

| 8,9 |

| 13,2 |

| 17,6 |

| 20,0 |

| 16,5 |

| 10,8 |

| 4,6 |

| −0,6 |

| N i e d e r s c h l a g | 103,0 | 74,4 | 68,3 | 76,4 | 98,3 | 71,5 | 134,4 | 151,4 | 147,6 | 113,6 | 124,4 | 103,8 |
|                         | Jan   | Feb  | Mär  | Apr  | Mai  | Jun  | Jul   | Aug   | Sep   | Okt   | Nov   | Dez   |

### Benachbarte Städte und Gemeinden
- Fukushima
- Kaminokuni

## Geschichte
Mitte des 15. Jahrhunderts dehnten die Japaner ihren Einfluss auf die Südspitze der Insel Ezo aus, wie Hokkaidō damals hieß. Kleine Gruppen von Siedlern etablierten sich auf der Oshima-Halbinsel; sie lebten vor allem vom Fischfang und vom Handel mit den einheimischen Ainu. Die Familie Kakizaki brachte die Südspitze der Halbinsel unter ihre Kontrolle, begründete den Matsumae-Klan und unterwarf sich 1587 der Oberherrschaft von Toyotomi Hideyoshi, der im Gegenzug die Besitzansprüche anerkannte. In der Folge entstand die nördlichste Burgstadt Japans (und einzige auf Ezo). Sie war das Verwaltungszentrum des Matsumae-Klans und trug den Namen Fukuyama.

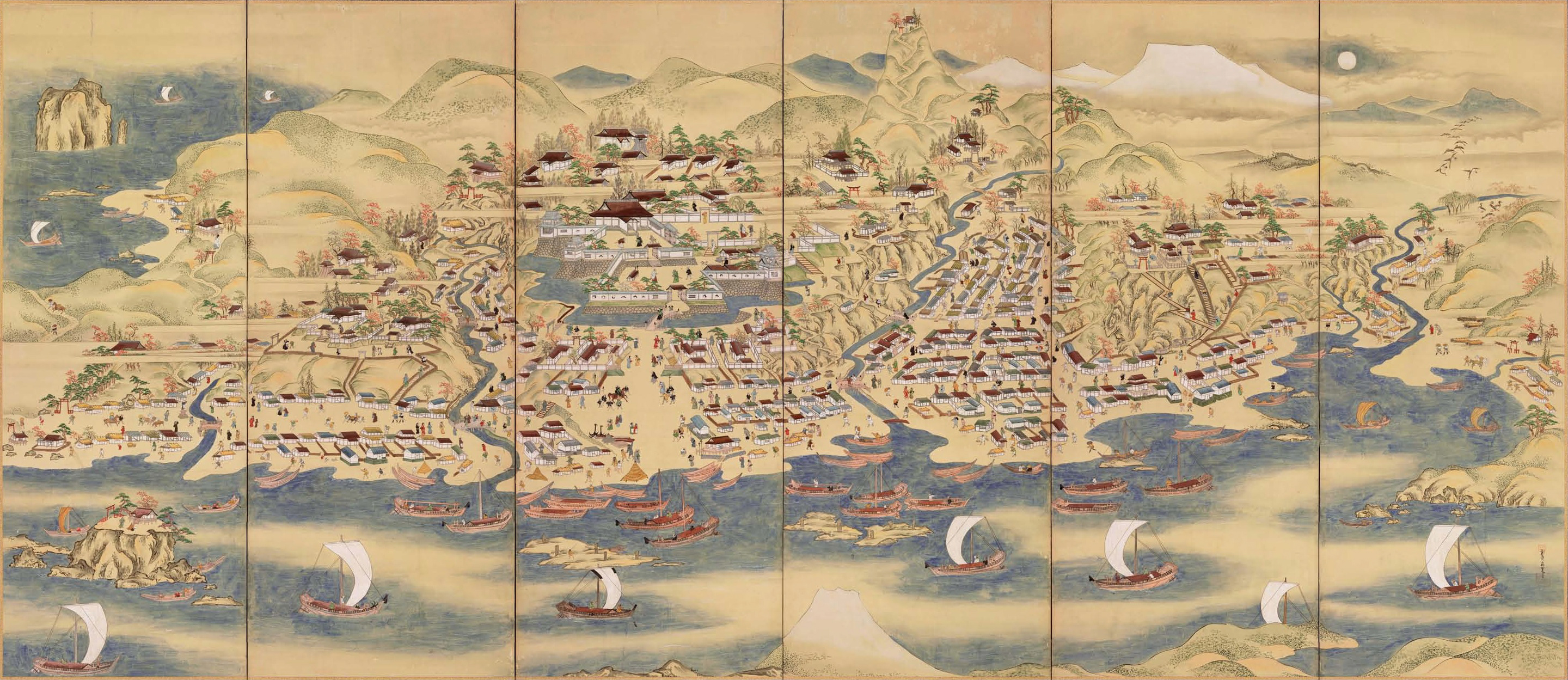
Stadtansicht um 1760

Die nächsten zweieinhalb Jahrhunderte monopolisierte der Matsumae-Klan die Beziehungen zu den Ainu. In einem Gebäude namens Taikan wurden Stammesführer empfangen und Handel getrieben. Mit der Zeit dehnten der Matsumae-Klan seinen Einflussbereich schrittweise nach Norden aus. Der Goldbergbau in den umliegenden Tälern führte zu Gewässerverschmutzung, was die Lebensgrundlagen der Lachse zerstörte. Dies wiederum hatte Hungersnöte unter den Ainu zur Folge, da sie überwiegend vom Lachsfang lebten. Hinzu kamen illegale Rodungen und Überjagung von Pelztieren. Von 1669 bis 1672 führte der Ainu-Krieger Shakushain einen Aufstand gegen den Matsumae-Klan an und stieß bis fast nach Fukuyama vor. Erst als Verstärkung aus Aomori eintraf, konnte der Aufstand niedergeschlagen werden.

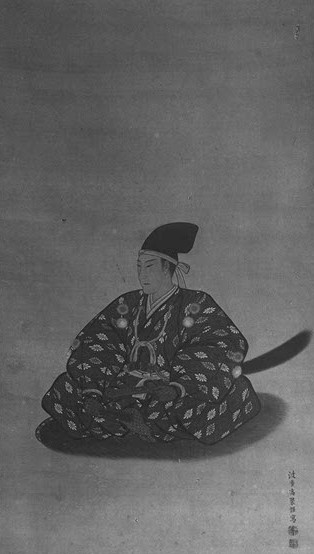
Matsumae Norihiro, 1866–68 der 13. und vorletzte Fürst des Fürstentums Matsumae/Fukuyama/Tate

Um 1850 zählte Fukuyama rund 30.000 Einwohner und war damit die mit Abstand größte Stadt der Insel. Zwischen 1850 und 1854 wurde die Burg Matsumae neu gebaut. Während des Boshin-Kriegs, als kaiserliche Truppen die Vorherrschaft des Tokugawa-Shōgunats brachen, verhielt sich der Matsumae-Klan zunächst abwartend. Shōgun-treue Truppen unter dem Kommando von Hijikata Toshizō wichen nach Ezo aus und zerstörten am 5. November 1868 die Burg Matsumae, nachdem die Besatzung sich geweigert hatte, sich zu ergeben. Die Stadt wurde durch einen Großbrand zerstört und konnte erst ab April 1869 wiederaufgebaut werden, nachdem kaiserliche Truppen sie erreicht hatten. Ihre einstige Bedeutung erlangte sie aber nie wieder. Mit der Verlegung des Fürstensitzes auf die Burg Tate in der heutigen Stadt Assabu wurde das Fürstentum (-han) Matsumae in Tate-han umbenannt. Damit kam die Stadt nach der Abschaffung der Han 1871 mit der aus dem Fürstentum entstanden Präfektur (-ken) Tate zunächst zur Aomori-ken, aber schon 1872 zur [Präfektur (-dō)] Hokkai-dō bzw. deren Vorläufern. 1881 entstand aus dem bisherigen Kreis (-gun) Tsugaru und einem Teil des Fukushima-gun der heutige Kreis Matsumae. Die moderne Stadt (-chō) Fukuyama wurde im Jahr 1900 aus über 30 vormodernen chō (Ortsteile/Viertel/Straßenzüge einer städtischen Siedlung) gebildet. Die seit 1897 bestehende Unterpräfektur (-shichō) Matsumae wurde 1903 in die Unterpräfektur Hakodate (später in Oshima umbenannt) eingegliedert. Im Jahr 1940 erfolgte die Umbenennung der Stadt Fukuyama in Matsumae. 1954 wurden die Dörfer (-mura/-son) Ōshima, Ōsawa und Kojima eingemeindet – technisch als gemeinsame Gründung einer neuen Stadt Matsumae, nicht als Eingemeindung im engeren Sinne.

## Kultur
Hauptsehenswürdigkeit sind die Reste der Burg Matsumae, Japans nördlichster Burg. Deren Bergfried (tenshu) brannte 1949 nieder und wurde elf Jahre später durch eine Nachbildung ersetzt. Die einst weitläufige Burganlage ist heute ein öffentlicher Park mit rund 10.000 Kirschbäumen. Die über 250 vorhandenen Kirschbaumsorten sorgen für eine ungewöhnlich lange Sakura-Saison, die von Ende April bis Ende Mai dauert und zahlreiche Touristen anlockt.
Nordwestlich des Parks befindet sich der Tempelbezirk mit den Gräbern der Matsumae-Daimyōs und mehreren buddhistischen Tempeln, die zu den ältesten auf Hokkaidō gehören. Matsumaehan Yashiki ist ein kleiner historischer Themenpark mit Nachbildungen von 14 Gebäuden aus der Edo-Zeit, die für Matsumae typisch waren.

## Verkehr
Matsumae ist erreichbar über die Nationalstraße 228, die von Hakodate aus die Südspitze der Oshima-Halbinsel umrundet und nach Esashi führt. Hinzu kommen die Präfekturstraßen 380, 435 und 607. Busse der Gesellschaft Hakodate Bus verkehren nach Kikonai und Hakodate. Die Matsumae-Linie mitsamt dem Bahnhof Matsumae wurde 1988 stillgelegt.

## Bilder

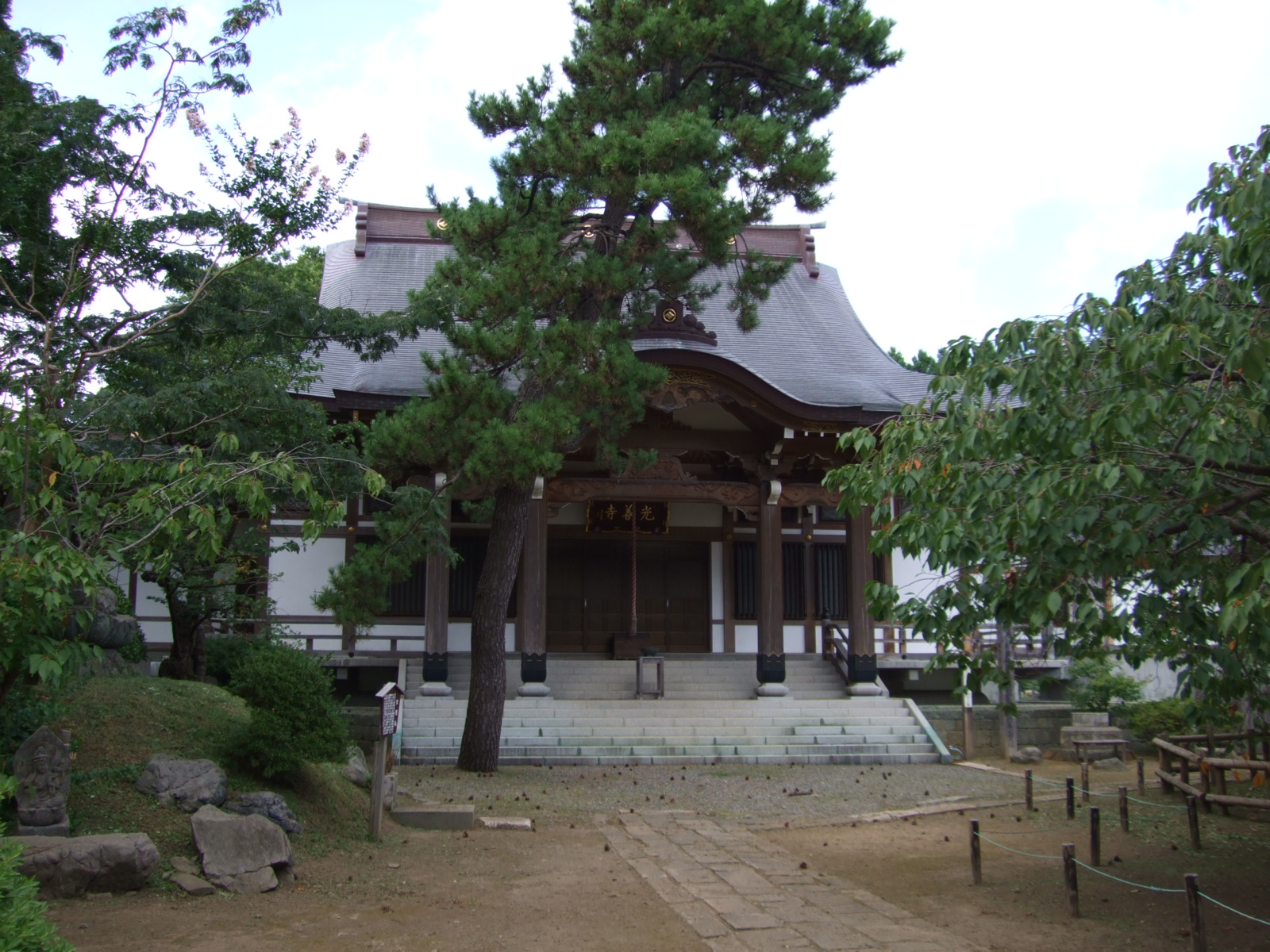
Kozenji-Tempel
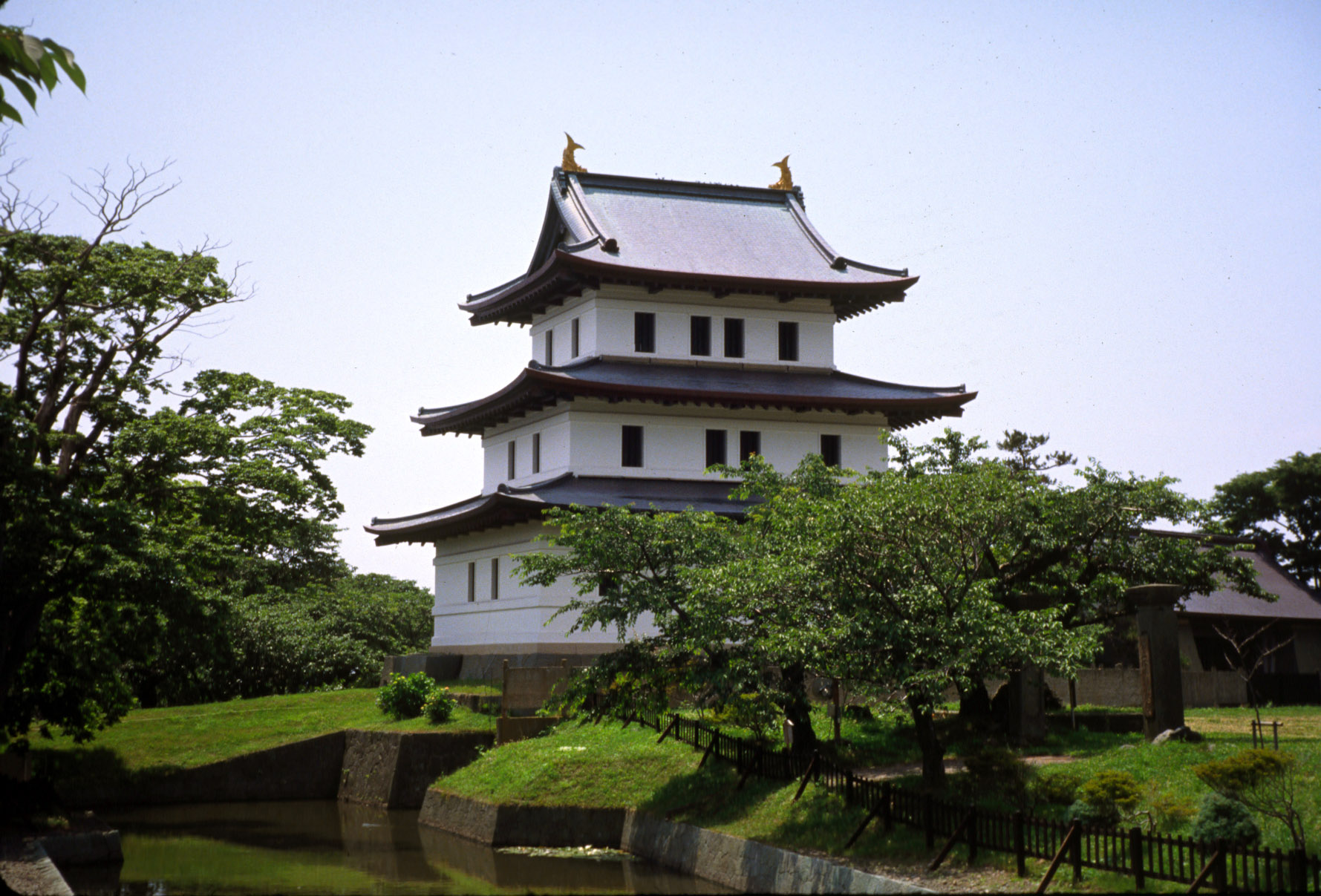
Burg Matsumae
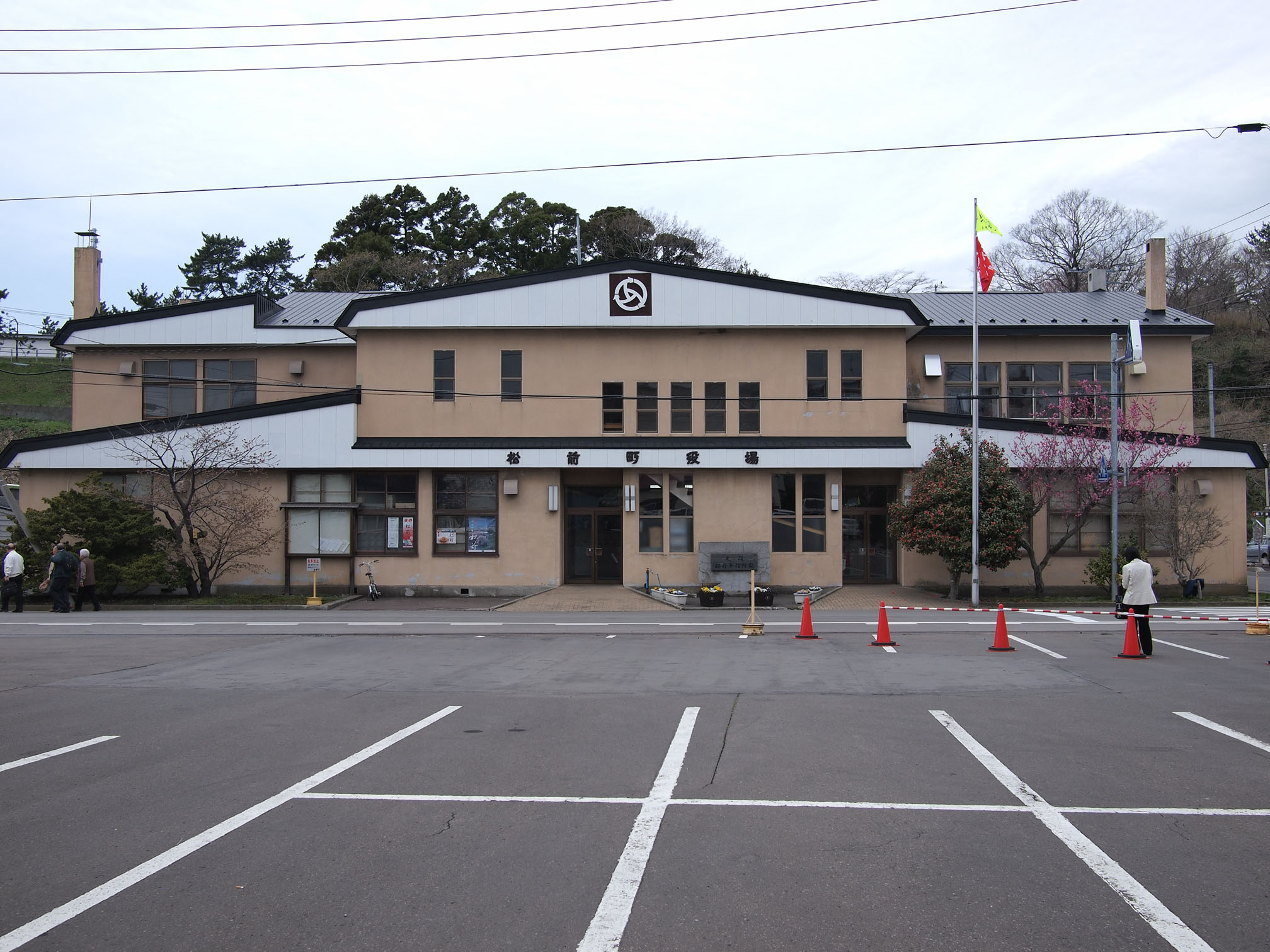
Rathaus
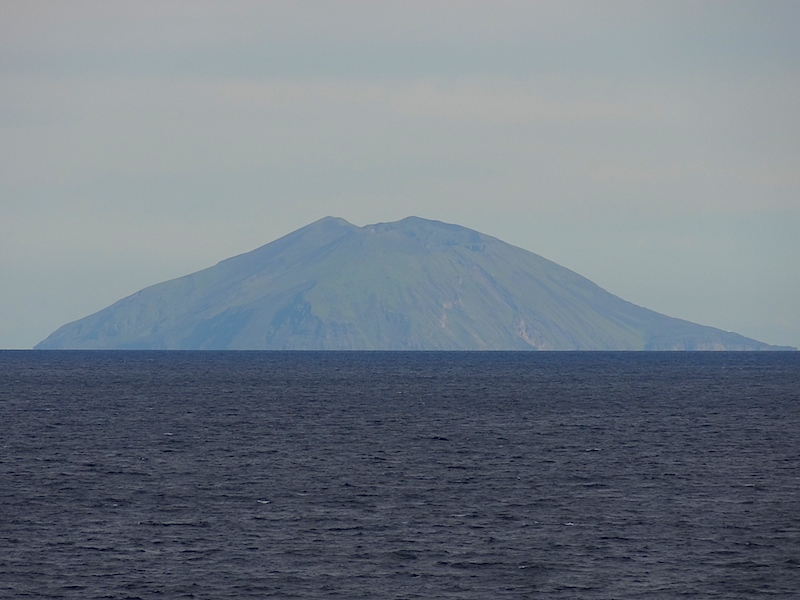
Oshima-Ōshima
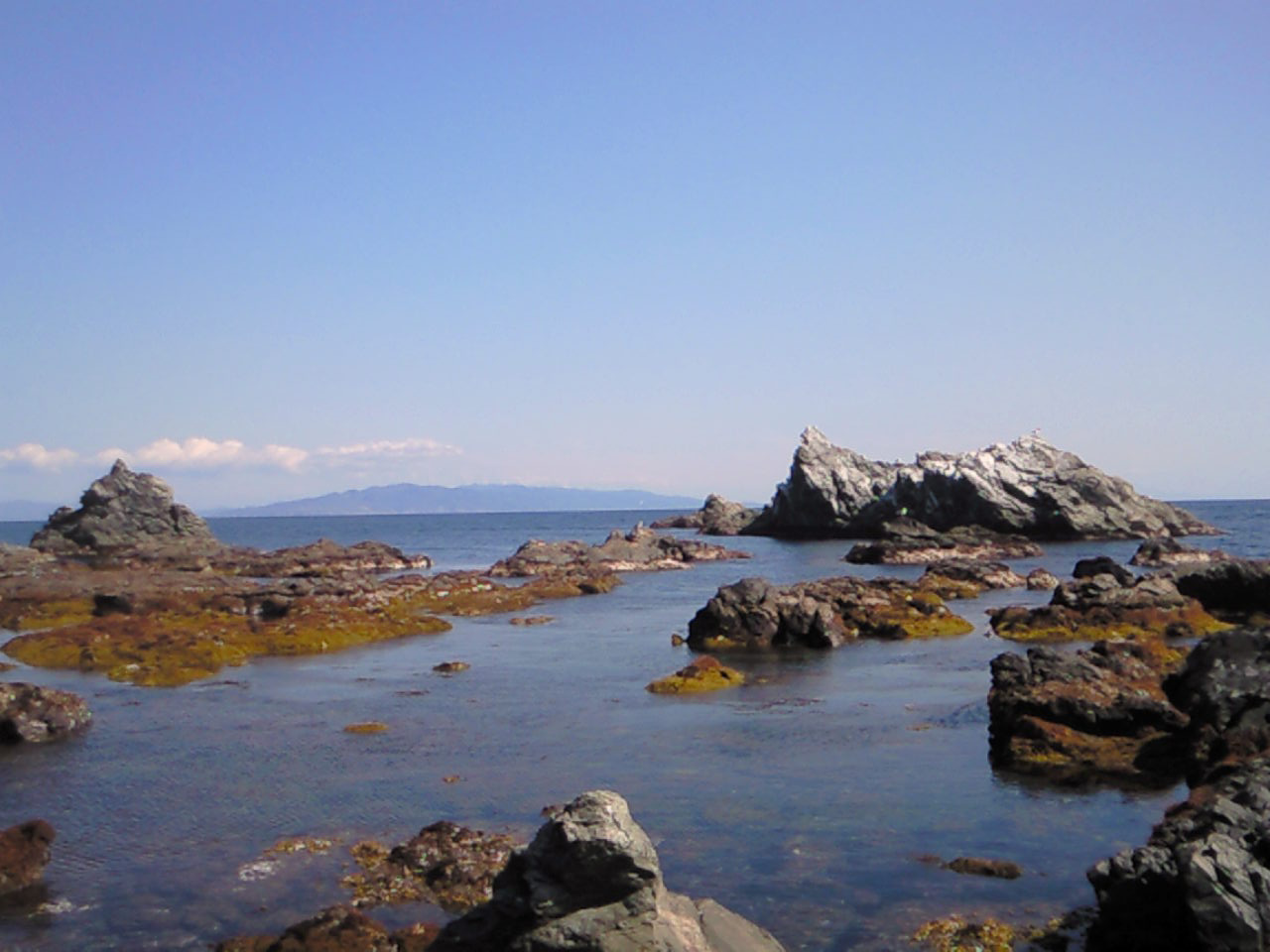
Kap Shirakami